# Liste von Heliographen gemäß den Kennblättern fremden Geräts D 50/13

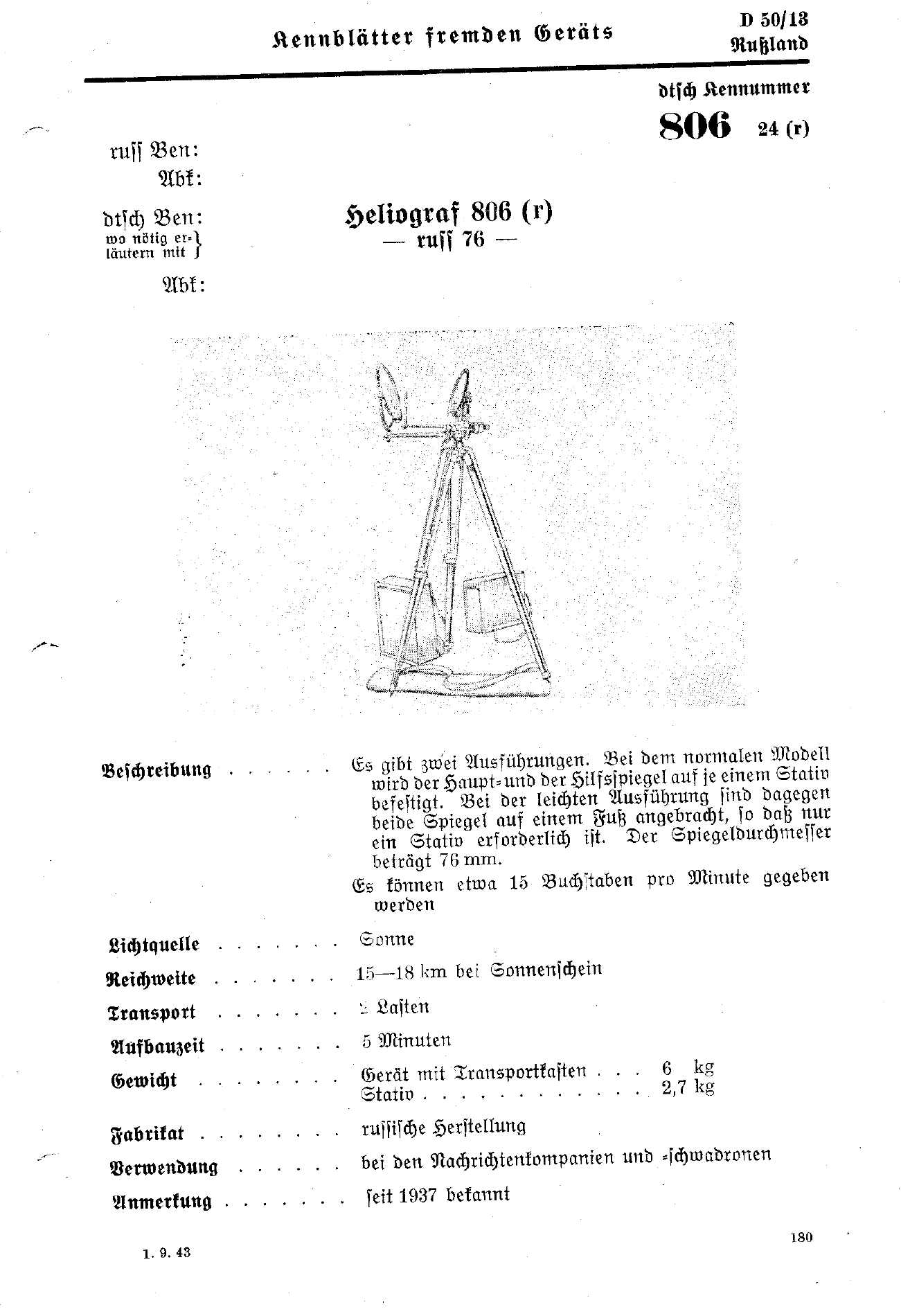
Kennblattbeispiel zu
D 50/13 Nr 806 24 (r)

In dieser Liste von Heliographen gemäß den Kennblättern fremden Geräts D 50/13 werden Heliographen aufgeführt, die vom Heereswaffenamt verzeichnet wurden.
Nachfolgend ein Überblick/Auszug zur offiziellen Dokumentation Kennblätter fremden Geräts D 50/13: Nachrichtengerät.

## Hinweise zur Liste
Aufbau der Tabelle
Untenstehende Tabelle führt folgenden Spalteninhalte:
- dtsch. Kennnr. (deutsche Kenn-Nummer), dies entspricht dem Originalindex in den Kopfzeilen der Kennblätter mit Kennnummer, Stoffgebietenummer und Beutezeichen.
- Abk. dtsch. Ben. (Abkürzung deutsche Benennung), Originalbezeichnung entnommen aus der fünften Zeile der Kennblätter.
- Landesbez. nach HWA (Heereswaffenamt), Originalangaben entnommen aus der ersten Zeile der Kennblätter.
- Bild, eine Bildauswahl aus Wikipedia für dieses Objekt.
- Bemerkungen, Hier werden Links zu bereits existierenden Wikipedia-Artikeln eingetragen.

 Info: Die in der Tabelle angegebenen Originaleinträge sollen nicht geändert werden, weil diese den Angaben aus den Kennblättern entsprechen. Nach neuerem Forschungsstand sind teilweise Errata in den Kennblättern erkannt worden. Diese werden unten im Abschnitt Anmerkungen jeweils zur Kenn-Nummer erläutert. Die Wikilinks in den runden Klammern sollten das Lemma der entsprechenden Artikel in Wikipedia enthalten.

## Tabellarische Übersicht
| dtsch. Kennr. | Abk. dtsch. Ben.  | Landesbez.nach HWA (Wikipedia-Artikel) | Bild | Bemerkungen                                                                                            |
| ------------- | ----------------- | -------------------------------------- | ---- | --- |
| 806 24 (r)    | Heliograf 806 (r) | in D 50/13 keine Angabe                |      | 8,7 kg Gewicht, 15 Buchstaben pro Minute 76 mm Spiegeldurchmesser, Reichweite: 15–18 km (Sonnenschein) |
| 807 24 (r)    | Heliograf 807 (r) | in D 50/13 keine Angabe                |      | 8,7 kg Gewicht, 15 Buchstaben pro Minute 140 mm Spiegeldurchmesser, Reichweite: 25 km (Sonnenschein)   |
| 808 24 (r)    | Heliograf 808 (r) | in D 50/13 keine Angabe                |      | 8,7 kg Gewicht, 15 Buchstaben pro Minute 225 mm Spiegeldurchmesser, Reichweite: 40 km (Sonnenschein)   |